# 首都儿科研究所
首都儿科研究所（英語：Capital Institute of Pediatrics）及其附属儿童医院，简称首都儿研所或儿研所，是位于中国北京市朝陽區的一所进行儿科基础研究、临床、高等教育等的儿科医学机构。儿研所下设的医院——首都儿童医学中心——为儿科专科三级甲等医院，由北京市卫生健康委员会管理，是首都医科大学附属医院、北京大学医学部教学医院，也是北京市儿科学科协同发展中心和朝阳区儿童医联体的核心医院。首都儿童医学中心除与研究所合设在日坛医院旧址的院区外，在北京城市副中心尚设有通州院区。

## 历史和概况
首都儿科研究所成立于1958年7月1日，研究所原为中国医学科学院儿科研究所，是中华人民共和国成立后的建立第一家儿科医学研究所。1982年，经卫生部（现为国家卫生健康委员会）批准，儿研所在朝阳区雅宝路2号原日坛医院旧址建立床位规模为300张的儿童医院。1983年8月，儿研所由卫生部和中国医学科学院移交北京市卫生局管理（现为北京市卫生健康委员会），并于1984年5月28日正式更名为首都儿科研究所。1994年，儿研所成为北京医科大学（现为北京大学医学部）教学医院。:93
儿研所现为临床医学一级学科硕士学位授权点和儿科学博士、硕士学位授权点（与北京协和医学院联合申报），共设有11个基础研究室。儿童发育营养组学北京市重点实验室、儿童病毒病原学北京市重点实验室设在儿研所。

## 首都儿童医学中心
研究所下设的医院，全称首都医科大学附属首都儿童医学中心，是首都医科大学第二儿科医学院。儿童医学中心原称首都儿科医学研究所附属儿童医院，1982年于日坛医院旧址成立。:932025年4月2日，附属儿童医院成为首都医科大学附属首都儿童医学中心。

### 院本部（日坛院区）

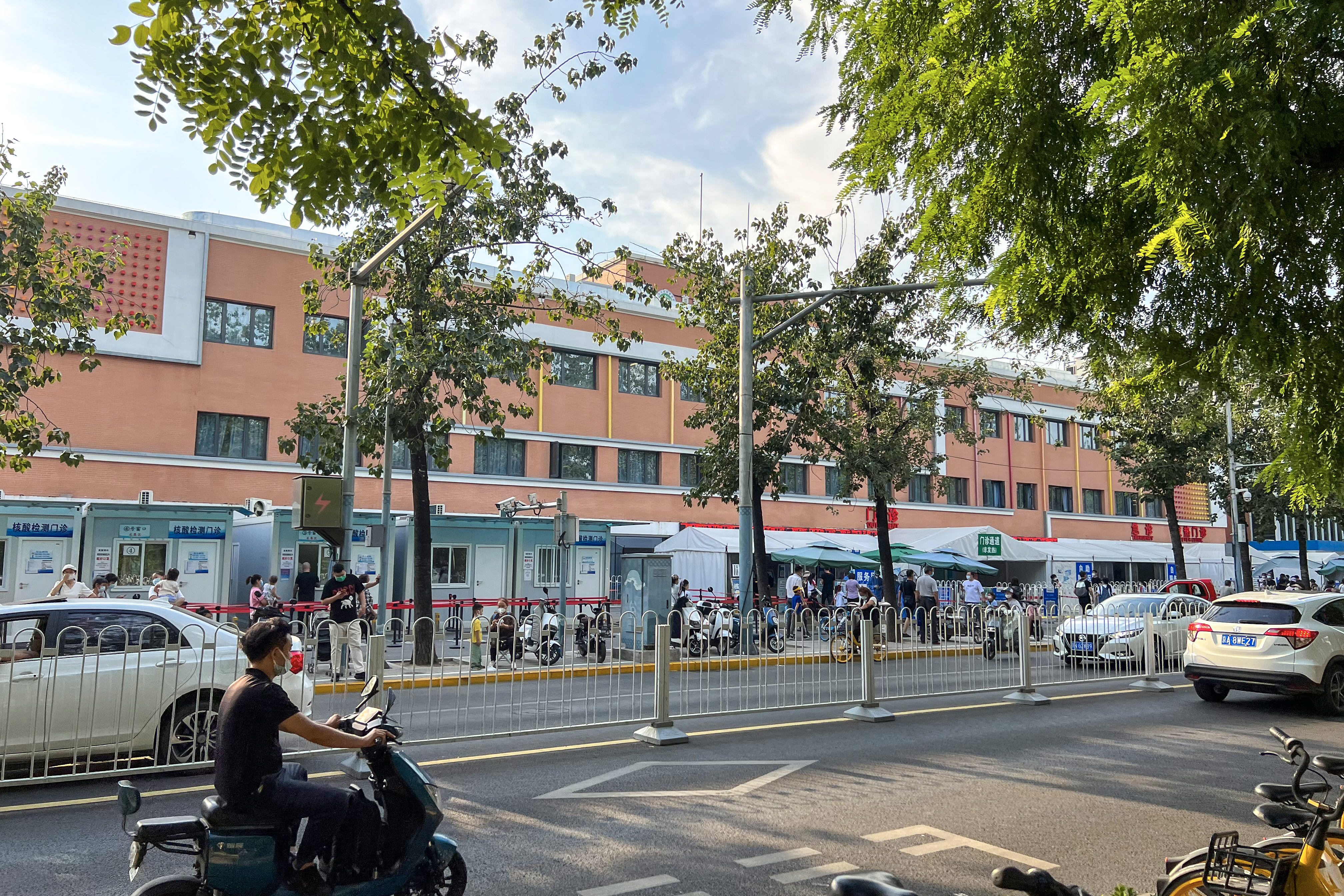
儿研所附属儿童医院日坛院区

日坛院区原为日坛医院旧址，是院本部所在，经过多年发展，现编制有床位400张，设有26个临床科室，其中呼吸内科、重症医学科为国家临床重点专科。附属儿童医院先后于2014年和2017年加入朝阳区儿童医联体和北京市儿科学科协同发展中心两个医疗联合体，并作为核心成员单位参与区域性儿科医疗资源一体化。

### 通州院区
为配合北京城市副中心建设，满足副中心的医疗需要，首都儿童医学中心在副中心所在的通州区北部规划设立通州院区，院区目前尚在建设阶段，预计于2027年投入使用。通州院区位于副中心东北部的宋庄镇，总建筑面积220831平方米，床位规模1000床。医院初步定位为国家级儿童医学中心、研究中心和保健指导中心。